# Patricia Morrison

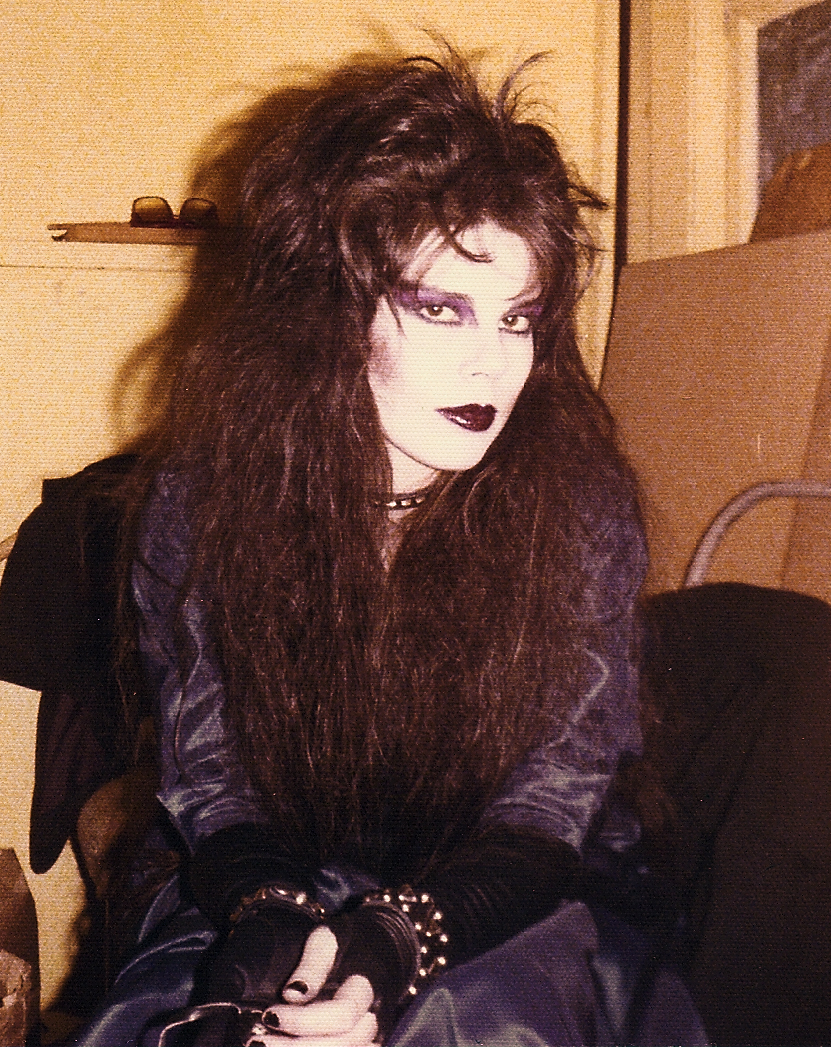
Patricia Morrison, circa 1978

Patricia Morrison (* 14. Januar 1962 in Los Angeles als Patricia Rainone) ist eine US-amerikanische Bassistin, Sängerin und Songwriterin.

## Leben
Patricia Rainone war während ihrer Teenagerzeit ein fester Bestandteil der Punk-Szene von Los Angeles und unter dem Künstlernamen Pat Bag Gründungsmitglied der Band The Bags (1977). Durch ihre Heirat mit dem Bassisten Rick Morrison alias Rick Jaffe von Catholic Discipline nahm sie den Namen Morrison an. Nachdem sie die Bags verlassen hatte, gründete sie die Gruppe Legal Weapon und veröffentlichte die EP No Sorrow.
1982 wurde ihr angeboten, Mitglied bei The Gun Club zu werden. Sie wirkte unter anderem am Album The Las Vegas Story mit. Nach zwei Tourneen verließ sie die Gruppe und gründete zusammen mit Kid Congo Powers die Band Fur Bible. Diese Band veröffentlichte lediglich eine EP und spielte als Vorband für Siouxsie and the Banshees.
1986 wurde Morrison von Andrew Eldritch kontaktiert, der sie für The Sisters of Mercy gewinnen wollte. Beide kannten einander seit einer gemeinsamen Tournee von The Sisters of Mercy und The Gun Club 1983. Sie wirkte am The-Sisterhood-Album Gift von 1986 und am Sisters-Album Floodland von 1987 mit. Patricia Morrison verließ die Sisters Anfang der 1990er-Jahre im Streit.
1994 veröffentlichte sie das Soloalbum Reflect on This, auf dem sie von mechanischem Schlagzeug begleiteten, simplen, geradlinigen Dark Wave und „obskuren Gitarren-Rock“ spielte.
1996 wurde sie eingeladen, der Gruppe The Damned beizutreten, nachdem deren Bassist Paul Gray während eines Konzerts von einem Fan verletzt worden war. Im selben Jahr heiratete Morrison den Lead-Sänger von The Damned, Dave Vanian. Nachdem sie 2004 ihre Tochter Emily Vanian geboren hatte, zog sich Morrison von den Bandgeschäften zurück und wurde durch Stu West als Bassist ersetzt.

## Diskografie
Mit The Bags:
- 1978: Survive (7″-Single)

Mit Legal Weapon:
- 1981: No Sorrow (EP)

Mit The Gun Club:
- 1983: Death Party (5-track EP)
- 1984: The Las Vegas Story (LP)
- 1985: Love Supreme (Live-LP)
- 1985: Danse Kalinda Boom (Live-LP)

Mit Fur Bible:
- 1985: Plunder the Tombs (EP)

Mit The Suicide Twins:
- 1986: Silver Missiles and Nightingales (LP)

Mit The Sisterhood:
- 1986: Giving Ground (7″-Single)
- 1986: Gift (LP/CD)

Mit The Sisters of Mercy:
- 1987: This Corrosion (7″/12″-Single)
- 1987: Floodland (LP/CD)
- 1988: Dominion (7″/12″-Single)
- 1988: Lucretia My Reflection (7″/12″-Single)

Solo:
- 1994: Reflect on This (CD)

Mit The Damned:
- 2001: Grave Disorder (CD)